# Палкино
Палкино (рус. Палкино) насељено је место са административним статусом варошице (рус. посёлок городского типа) на западу европског дела Руске Федерације. Налази се у западном делу Псковске области и административно припада Палкинском рејону чији је уједно и административни центар.
Према проценама националне статистичке службе за 2015. у вароши је живело 2.740 становника, или око трећина од укупне рејонске популације.
Статус насеља урбаног типа, односно варошице носи од 1985. године.

## Географија
Варошица Палкино налази се на крајњем западу Псковске области, у централним деловима Палкинског рејона, на подручју простране Псковске низије. Лежи на источној обали маленог Смолинског језера, на месту где из језера отиче река Смолинка, лева притока Великаје. Варошица се налази на око 36 километара југозападно од административног центра области, града Пскова.

## Историја
Извесно је да је на подручју данашњег насеља средином XVIII века постојало неколико мањих села, а једно од њих носило је име Палкино. Палкино је било највеће међу тим селима и у том периоду у селу је било 16 кућа. Не постоје неки значајнији описи који се односе на историју места пре почетка прошлог века.
Палкино је постало рејонским седиштем након што је 1. августа 1927. основан Палкински рејон као једна од трећестепених административних јединица тадашњег Псковског округа Лењинградске области. У границама Псковске области је од њеног оснивања 1944. године.
Званичан административни статус урбаног насеља у рангу варошице Палкино носи од 1985. године.

## Демографија
Према подацима са пописа становништва 2010. у вароши је живело 2.924 становника, док је према проценама националне статистичке службе за 2015. варошица имала 2.740 становника.
| 1939. | 1959. | 1970. | 1979. | 1989. | 2002. | 2010. | 2015. |
| ----- | ----- | ----- | ----- | ----- | ----- | ----- | ----- |
| 512   | 925   | 1.334 | 1.845 | 3.406 | 3.201 | 2.924 | 2.740 |